# Карл фон Хоенлое-Лангенбург
Карл Лудвиг Вилхелм Леополд фон Хоенлое-Лангенбург (на немски: Karl Ludwig Wilhelm Leopold Prinz zu Hohenlohe-Langenburg; * 25 октомври 1829, Лангенбург; † 16 май 1907, Залцбург) е 5. княз на Хоенлое-Лангенбург (12 април 1860 – 21 април 1860). Той е родител на князете на Вайкерсхайм.

## Биография
Той е най-големият син на княз Ернст I фон Хоенлое-Лангенбург (1794 − 1860) и съпругата му принцеса Анна Феодора фон Лайнинген (1807 – 1872), дъщеря на княз Емих Карл фон Лайнинген (1763 – 1814) и втората му съпруга принцеса Виктория фон Сакс-Кобург-Заалфелд (1786 – 1861). Внук е на княз Карл Лудвиг фон Хоенлое-Лангенбург (1762 – 1825). Майка му Феодора фон Лайнинген е по-голяма полусестра на Кралица Виктория (упр. 1837 – 1901) и племенница на белгийския крал Леополд I (упр. 1831 – 1865). Брат е на пруския генерал Херман фон Хоенлое-Лангенбург (1832 – 1913), 6. княз на Хоенлое-Лангенбург (на 21 април 1860), английския адмирал принц Виктор (1833 – 1891). Чичо е на принцеса Августа Виктория (1858 – 1921), последната германска императрица и кралица на Прусия, от 1881 г. съпруга на Вилхелм II.
Карл фон Хоенлое-Лангенбург живее в Дрезден и Гота, следва три семестъра в университета в Берлин (1850 – 1851). През 1848 г. той е офицер във Вюртемберг. През 1850-те години служи в австрийската и вюртембергската армия.
Карл Лудвиг става 5. княз на Хоенлое-Лангенбург на 12 април 1860 г. Той се жени на 22 февруари 1861 г. в Париж (морганатичен брак) за Мария Гратвол (* 1 февруари 1837, Вайкерсхайм; † 19 май 1901, Залцбург), фрайин фон Брон (1890), дъщеря на месаря Георг Андреас Гратвол и Фридерика Майер.
На 21 април 1860 г. Карл Лудвиг се отказва от правата си за титлата княз в полза на брат му Херман, но запазва княжеската си титла. Те живеят във Вайкерсхайм и от 1877 г. в Залцбург.
Кралят на Вюртемберг Карл I издига съпругата му на 4 март 1890 г. на „фрайин/баронеса фон Брон“. Императорът Франц Йосиф издига на 18 юли 1911 г. синът му барон Карл фон Брон на австрийски „1. княз на Вайкерсхайм“. През 1983 г. с внукът му Франц фон Вайкерсхайм (1904 – 1983) родът „фон Вайкерсхайм“ изчезва по мъжка линия.
Карл фон Хоенлое-Лангенбург умира на 77 години на 16 май 1907 г. в Залцбург и е погребан там в комуналното гробище.

## Деца
Карл Лудвиг фон Хоенлое-Лангенбург и Мария Гратвол фрайин фон Брон имат три деца:
- Карл I княз фон Вайкерсхайм (* 25 януари 1862, Вайкерсхайм; † 28 септември 1925, Грефелфинг), фрайхер фон Брон, лейтенант фелфмаршал, 1. княз на Вайкерсхайм на 18 юли 1911 г., женен на 13 май 1899 г. в Прага за графиня Мария Алойзия Чернин фон и цу Худениц (* 10 май 1879, Англия; † 9 януари 1963, Гаутинг при Мюнхен); имат двама сина и три дъщери
- Виктория фрайин фон Брон (* 8 януари 1863, Вайкерсхайм; † 10 октомври 1946 в дворец Бохдалиц, Мюрен), омъжена на 2 септември 1879 г. в Залцбург за Ернст Кристиан рицар фон Манер цу Мецелсдорф (* 7 септември 1844; † 23 ноември 1922, Брюн)
- Беатрикс фрайин фон Брон (* 14 октомври 1868, Вайкерсхайм; † 17 април 1932 в Ишъл, Австрия), неомъжена